# Sermão da Planície

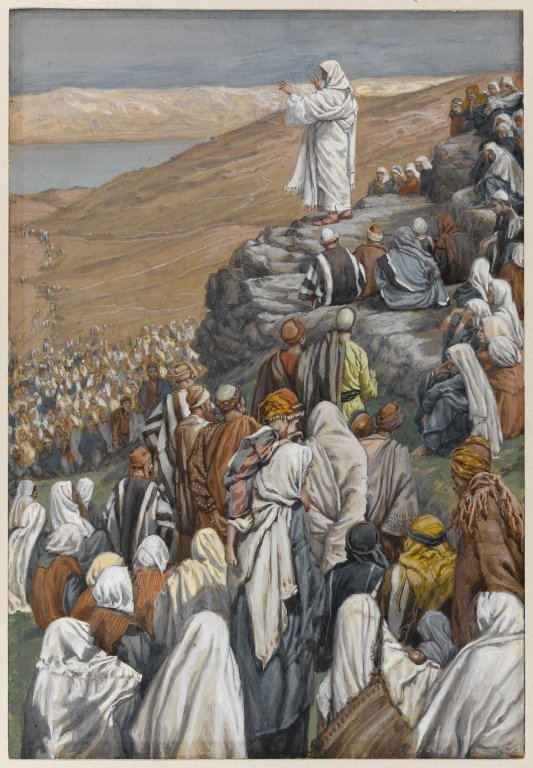
Bem-Aventuranças.
1886-1894. Por James Tissot, atualmente no Brooklyn Museum, em Nova Iorque.

O Sermão da Planície se refere a um conjunto de ensinamentos de Jesus que aparecem juntos em Lucas 6:17–49.
Este sermão pode ser comparado ao maior e mais longo Sermão da Montanha, que aparece no Evangelho de Mateus.

## Narrativa bíblica
Em Lucas 6:12–20 estão detalhados os eventos que levam até o sermão. Segundo Lucas, Jesus passou a noite na montanha rezando para Deus. Dois dias depois, ele juntou seus discípulos e selecionou doze, aos quais ele deu o nome de apóstolos. Na descida da montanha, ele "parou num lugar plano", onde já se reunia uma multidão. Após algumas curas milagrosas, Jesus proferiu o que hoje chamamos de "Sermão da Planície".
As principais passagens são:  
- As Bem-Aventuranças (6:20-26).
- A Ame os seus inimigos e Ofereça a outra face (6:27-36).
- Trate os outros como gostaria de ser tratado (6:31).
- Discurso sobre os julgamentos, não condene e não serás condenado, perdoe e será perdoado, dê e receberás (6:37-38).
- Pode o cego levar o cego?. Os discípulos não estão acima do seu mestre (6:39-40a).
- Retire a trave dos seus olhos antes de reclamar do cisco no olho do outro (6:40b-42).
- A boa árvore não produz maus frutos e a má árvore não produz bons frutos, se conhece a árvore por seus frutos (6:43-45)
- Por que me chamais, Senhor, Senhor, e não fazeis o que vos mando? (6:46)
- Parábola da Casa Edificada na Rocha (6:47-49)

Em Lucas 7:1, após Jesus ter dito tudo o que tinha pra dizer à multidão, ele se dirigiu a Cafarnaum, que, na cronologia de Lucas, ele não tinha visitado desde o exorcismo na sinagoga de Cafarnaum.